# James MacDonald
James MacDonald es un actor, guionista y director de cine estadounidense, que ha trabajado tanto en cine como en televisión y teatro.

## Biografía
MacDonald creció en Wisconsin. Estudió en un pequeño colegio y allí participó en diversas obras de teatro, donde interpretó diferentes papeles. Después, trabajó en el Circle in the Square de Nueva York en los años 80. Allí trabajó durante dos años. Su primer trabajo en televisión fue en la telenovela Another World. Luego interpretó a adolescentes en algunas series  de televisión. Más tarde, participó en su primera película, Some Kind of Wonderful de Howard Deutch.  Durante este tiempo, también hizo teatro.  Así, estuvo en Broadway participando, entre otras historias, en las Crónicas de Heidi. Además, escribió y dirigió un cortometraje llamado Heavy Lifting.

## Filmografía

### Actor
- Tigerland (2000)
- Joy Ride (2001)
- Phone Booth (2002)
- Home of the Brave (2006)
- The Kids Are All Right (2010)

### Director
- Heavy Lifting (2010), (cortometraje)

## Televisión[2]
- Star Trek. Deep Space Nine: Little Green Men (Temporada 4, Episode 8), 13 de noviembre de 1995
- JAG: Against All Enemies (Temporada 3, Episode 7), 4 de noviembre de 1997
- Fantasy Island: Superfriends (Temporada 1, Episodio 2), 3 de octubre de 1998
- Pacific Blue: Heat in the Hole (Temporada 4, Episodio 8), 11 de octubre de 1998
- The Magnificent Seven: Wagon Train (Temporada 2, Episodio 5). 12 de febrero de 1999
- The Magnificent Seven: Wagon Train (Temporada 2, Episode 6), 19 de febrero de 1999
- Sex and the City: Escape From New York (Temporada 3, Episode 13), 10 de septiembre de 2000
- Nash Bridges: The Messenger (Temporada 6, Episodio 9), 8 de diciembre de 2000
- Touched by an Angel: The Birthday Present (Temporada 8, Episodio 3). 13 de octubre de 2001
- JAG: Guilt (Temporada 7, Episodio 4), 16 de octubre de 2001
- NYPD Blue: Baby Love (Temporada 9, Episodio 6). 4 de diciembre de 2001
- CSI: Crime Scene Investigation: Blood Lust (Temporada 3, Episode 9). 5 de diciembre de 2002
- The Handler: Pilot (Temporada 1, Episode 1). 26 de septiembre de 2003
- NCIS: Hung Out to Dry (Temporada 1, Episode 2). 30 de septiembre de 2003
- JAG: This Just in From Baghdad (Temporada 10, Episode 5). 5 de noviembre de 2004
- ER: A Shot in the Dark (Temporada 11, Episode 8), 2 de diciembre de 2004
- Cold Case: Wishing (Temporada 2, Episode 15),  6 de marzo de 2005
- Without a Trace: Odds or Evens (Temporada 4, Episode 14), 2 de febrero de 2006
- The Unit: Morale (Temporada 1, Episode 12), 16 de marzo de 2006
- Commander In Chief: The Elephant in the Room (Temporada 1, Episode 16), 31 de mayo de 2006
- Criminal Minds: Profiler (Temporada 2, Episode 12), 13 de diciembre de 2006
- Jericho: Semper Fidelis (Temporada 1, Episode 15), 14 de marzo de 2007
- CSI: Miami: Cheating Death (Temporada 7, Episode 7), 10 de noviembre de 2008
- CSI: Crime Scene Investigation: Neverland (Temporada 10, Episode 15), 11 de marzo de 2010
- Vegas: Pilot (Temporada 1, Episodio 1), 25 de septiembre de 2012
- The Mentalist: There Will Be Blood (Temporada 5, Episodio 16), 10 de marzo de 2013
- NCIS: Los Angeles: Resurrection (Temporada 4, Episode 21), 23 de abril de 2013
- Castle: Get a Clue (Temporada 6, Episode 6), 28 de octubre de 2013
- Intelligence: Patient Zero (Temporada 1, Episode 6), 10 de febrero de 2014
- Marvel's Agents of S.H.I.E.L.D. : Turn (Temporara 1, Episode 17), 8 de abril de 2014
- Battle Creek: Cereal Killer (Temporada 1, Episode 6), 5 de abril de 2015